# Григорий (Комша)
Епи́скоп Григо́рий (рум. Episcop Grigorie, в миру Георге Комша, рум. Gheorghe Comșa; 13 мая 1889 — 25 мая 1935) — епископ Румынской православной церкви, епископ Арадский.

## Биография
Родился 13 мая 1889 года в селе Комына-де-Сус, в жудеце Брашов, в Трансильвании. Учился в деревенской церковной школе, где его отец преподавал более тридцати лет. Затем с 1900 по 1908 год он учился в государственной венгерской гимназии в соседнем Фэгэраше, а с 1908 по 1911 год — Богословском институте в Сибиу. На стипендию архиепископа Сибиуского он с 1911 по 1915 год учился на юридическом факультете Будапештского университета, одновременно посещая факультет католического богословия. В 1915 году получив докторскую степень по юриспруденции.
В сентябре 1915 года епископом Иоанном (Мецяну) был рукоположен в сан диакона в состоянии целибата, поле чего служил в кафедральном соборе города Сибиу. Публиковал статьи в русскоязычной церковно-общественной газете «Telegraful Român», а с января по сентябрь 1918 года был её временным редактором.
С 1918 по 1919 год, после вхождения Трансильвании в состав Румынии, он был секретарём президиума руководящего совета, временного органа власти в этой провинции. В 1920 году он был избран в Собрание депутатов, служа во втором законодательном органе «Великой Румынии». С 1920 по 1925 год он был администратором в Министерстве по делам религий и искусств. В эти годы, проживая в столице страны Бухаресте, он был диаконом в Амзейской Церкви. Также он продолжил своё богословское образование, получив в 1921 году степень бакалавра в Бухарестском университете, а в 1925 году там же докторскую степень.
3 мая 1925 года он был избран епископом Арадским, после чего пострижен в монашество в Монастыре Синайя с наречением имени Григорий. 14 июня того же год состоялась его епископская хиротония, а 12 июля того же года — интронизация.
В 1934 году он был избран почетным членом Румынской академии. Он также был членом румынского писательского общества и синдиката Банатских журналистов, а также входил в Центральный комитет «Астры».
Во время своего пребывания на посту епископа Комша был высоко оценен за его ораторское искусство и миссионерский дух. Он противодействовал попыткам протестантских конфессий обратить местное население, инициировал несколько серий богословских и нравственных трудов, руководил духовной академией в Араде и курировал епархиальный вестник «Biserica şi Şcoala». Он опубликовал около 75 работ, в том числе книги проповедей и антипротестантские брошюры. Он был, вероятно, главным православным полемистом против пятидесятничества, сетуя, что данное религиозное объединение продолжало тайно встречаться после того, как им было отказано в официальном признании.
Хотя он был энергичным человеком, тяжёлая болезнь сначала на несколько недель приковала его к постели, а 25 мая 1935 года он умер в возрасте 46 лет. Он был похоронен вместе с предыдущими епископами Арада в Монастыре Ходош-Бодрог.